# Malcolm Licari
Malcolm Licari (Pietà, 18 aprile 1978) è un ex calciatore maltese, di ruolo attaccante.

## Carriera

### Club
Ha giocato nella massima serie del campionato maltese con varie squadre.

### Nazionale
Con la Nazionale maltese ha giocato 2 partite nel 2001.